# HDD Bled
Hokejsko drsalno društvo Bled je slovenski hokejski klub z Bleda, ki je bil ustanovljen leta 2010. Prvič je nastopil s člansko ekipo v sezoni 2010/11 Slohokej lige, ko se je uvrstil v končnico, kjer je v četrtfinalu izpadel proti HS Olimpiji. Trener kluba je Gorazd Hiti. 

## Znameniti hokejisti
Glej tudi Kategorija:Hokejisti HDD Bled.
- Rok Jakopič
- Anže Terlikar